# Dunipace
Dunipace (in gaelico scozzese: Dùin na Bàis) è un villaggio (e un tempo burgh) di circa 2.500 abitanti della Scozia centrale, facente parte dell'area di consiglio di Falkirk (contea tradizionale: Stirlingshire)

## Geografia fisica
Dunipace si trova a circa metà strada tra Glasgow ed Edimburgo (rispettivamente ad est/nord-est della prima e ad ovest/nord-ovest della seconda), a pochi chilometri a nord-ovest di Falkirk.

## Storia
La località è menzionata sin dal XII secolo, quando fu probabilmente eretto in loco un primo castello.
Sempre nel corso del XII secolo, Dunipace fu ceduta dal barone Gilbert de Umfraville all'abbazia di Cambuskenneth. La località rimase di proprietà dell'abbazia fino al 1495, anno in cui fu ceduta ad Alexander Livinston.

## Monumenti e luoghi d'interesse

### Architetture religiose

#### Dunipace North Parish Church
Principale edificio religioso di Dunipace è la chiesa parrocchiale, realizzata nel 1834 in sostituzione di una chiesa preesistente.

### Architetture militari

#### Castello di Dunipace
Altro punto d'interesse è rappresentato dalle rovine del castello, risalente forse al XV secolo.

## Società

### Evoluzione demografica
Al censimento del 2011, Dunipace contava una popolazione pari a 2.565 abitanti, di cui 1.329 erano donne e 1.236 erano uomini.
La località ha conosciuto quindi un incremento demografico rispetto al 2001, quando contava una popolazione pari a 2.440 abitanti. Il dato è però tendente ad un lieve calo (la popolazione stimata nel 2016 era di circa 2.520 abitanti).